# Đức Giêsu chữa lành một người bị bại tay
Đức Giêsu chữa lành một người bị bại tay là một phép lạ của Đức Giêsu được mô tả trong cả ba Phúc âm Nhất lãm, theo đó Đức Giêsu đã thực hiện phép lạ này tại một Hội đường Do Thái trong ngày Sabát dẫn dến mâu thuẫn giữa Đức Giêsu với các kinh sư và nhóm Pharisêu.

## Mô tả phép lạ trong các Phúc âm

### Phúc âm Máccô
Phép lạ nằm trong bối cảnh năm cuộc tranh luận tại miền Galilê giữa Đức Giêsu với các kinh sư và nhóm Pharisêu từ đoạn 2, 1 đến 3, 6 bao gồm tha tội cho một người bị bại liệt (2, 1-13), bữa cơm tại nhà một người thu thuế (2, 14-17), không tôn trọng việc ăn chay (2, 18-22), các môn đệ không giữ ngày Sabát (2, 23-28) và chữa bệnh trong ngày Sabát (3, 1-6). Đoạn văn Máccô 3, 1-6 thuộc thể loại văn chương hỗn hợp bao gồm một cuộc tranh luận và một việc chữa lành. Cấu trúc đoạn văn được sắp xếp theo bốn phần: câu 1-2 trình bày nhân vật, câu 3-4 Đức Giêsu đưa ra xung đột, câu 5 chữa lành và câu 6 những người chống đối Đức Giêsu phản ứng.
Phép lạ Đức Giêsu chữa lành một người bị bại tay đối xứng với trình thuật Đức Giêsu chữa lành một người bị bại liệt tại tư gia, có liên quan đến sứ vụ của Đức Giêsu: giải thoát nhân loại khỏi tội lỗi, và đem đến cho con người sự tự do đối với lề luật. Ở hai phép lạ, các yếu tố song đối là người bại liệt – người bị bại tay, nói phạm thượng – vi phạm ngày Sabát, giải thoát con người khỏi tội lỗi – cho con người được tự do.
(1) Đức Giê-su lại vào hội đường. Ở đó có một người bị bại tay.(2) Họ rình xem Đức Giê-su có chữa người ấy ngày sa-bát không, để tố cáo Người.(3) Đức Giê-su bảo người bại tay: “Anh trỗi dậy, ra giữa đây!”(4) Rồi Người nói với họ: “Ngày sa-bát, được phép làm điều lành hay điều dữ, cứu mạng người hay giết đi?” Nhưng họ làm thinh.(5) Đức Giê-su giận dữ rảo mắt nhìn họ, buồn khổ vì lòng họ chai đá. Người bảo anh bại tay: “Anh giơ tay ra!” Người ấy giơ ra, và tay liền trở lại bình thường.(6) Ra khỏi đó, nhóm Pha-ri-sêu lập tức bàn tính với phe Hê-rô-đê, để tìm cách giết Đức Giê-su.
(Bản dịch của Nhóm Phiên Dịch Các Giờ Kinh Phụng Vụ)